# Onthophagus bubalus
Onthophagus bubalus là một loài bọ cánh cứng trong họ Bọ hung (Scarabaeidae).